# The Kidnapped Bride
The Kidnapped Bride é um filme mudo produzido nos Estados Unidos em 1914, dirigido por Frank Griffin e com atuação de Oliver Hardy.